# Фрестроф
Фрестро́ф (фр. Freistroff) — коммуна во французском департаменте Мозель региона Лотарингия. Относится к кантону Бузонвиль.

## Географическое положение
Фрестроф расположен в 30 км к северо-востоку от Меца. Соседние коммуны: Бузонвиль и Водрешен на востоке, Ремельфан на юго-востоке, Оллен на юге, Анзелен и Эстроф на юго-западе, Шемри-ле-Дё на северо-западе.

## История
- Коммуна бывшего герцогства Лотарингия.
- В средние века здесь находился орден цистерцианцев.

## Демография
По переписи 2008 года в коммуне проживало 1056 человек.	

## Достопримечательности
- Замок Сен-Сикст XIII века, развалины XVI и XVIII веков.
- Церковь Сент-Этьенн 1764 года, восстановлена в 1955 году, колокольня XIX века.
- Остатки цестерцианского аббатства XII века. Аббатство сгорело в 1665 году и было позже восстановлено в 1740 году. После французской революции было национализировано. Позже при строительстве железнодорожной линии территория аббатства оказалась поделена на два участка: на одном находилась хлебопекарня, на противоположном — ферма. Дом аббата был уничтожен немцами в 1944 году во время Второй мировой войны.